# آق‌قشلاق (لریک)
آق‌قشلاق (به لاتین: Ağqışlaq) یک منطقه مسکونی در جمهوری آذربایجان است که در شهرستان لریک واقع شده است. آق‌قشلاق ۲۱۰ نفر جمعیت دارد.